# Citrus gracilis
Citrus gracilis är en vinruteväxtart som beskrevs av D. J. Mabberley. Citrus gracilis ingår i släktet citrusar, och familjen vinruteväxter. Inga underarter finns listade i Catalogue of Life.